# イヴ・イェルサン
イヴ・イェルサン（Yves Yersin、1942年10月4日 - 2018年11月15日）は、スイスの映画監督、テレビプロデューサーで、長篇劇映画『ささやかな遁走』（1979年）で知られる。

## 来歴・人物
スイスのヴォー州ローザンヌ生まれ。父は彫刻家で画家のアルベール＝E・イェルサン、母はマルグリット（旧姓アエビ）。1959年 - 1961年、ヴォー州ヴヴェにあるヴェヴェ写真学校で写真を学ぶ。連邦資格取得。1962年、広告写真を専攻、1963年 - 1964年、カメラマンとなる。
1964年、ローザンヌでの「スイス博（Expo64）」でセノグラフィ（舞台監督）、ディアプロラマ（Diaporama、スライドショー）の「ポリヴィジョン Polyvision」の演出時の演出家ルネ・クルーの助手。ONST館で、64台の映写機を使用し、直径35メートル、水平360度・垂直180度の映像ドームを稼動させた。
同1964年からバーゼルのスイス工芸大衆伝統学院（l'Institut suisse des Arts et Traditions populaires）のためにドキュメンタリーの演出を始める。1967年、映画製作会社「ミロス・フィルム」（レ・ヴェリエール、ローザンヌ）設立に参加し、同社製作のクロード・シャンピオン、フランシス・ロイセール、ジャック・サンドスとオムニバス映画『Quatre d'entre elles』で劇映画の演出をする。また同年、H・R・ギーガー、フレディ・ムーラー、フリッツ・E・メーダーと『Swiss Made』を共同監督する。またこの時期はスイスのテレビ局でフリーランスの編集技師をしていた。
1968年、 アラン・タネール、ジャン＝ルイ・ロワ、ミシェル・ステー、クロード・ゴレッタ、ジャン＝ジャック・ラグランジュが設立した製作会社「グループ5 Groupe de 5」に、1971年、ラグランジュに代わって参加。
1971年、映画製作会社「ネモ・フィルム」（チューリッヒ）設立に参加。1972年から1977年までの時期は、フリーランスのテレビ演出家であった。1977年、映画製作会社「フィルム・エ・ヴィデオ・コレクティフ」（ローザンヌ）設立に参加。
1979年、劇映画『ささやかな遁走』を脚本・監督、編集も手がける。同作は、第32回カンヌ国際映画祭「ある視点部門」に出品され、ロカルノ国際映画祭でイェルサンはエキュメリック賞、主演のミシェル・ロバンが銅豹賞をそれぞれ受賞した。
1980年、撮影機材会社「フィルム・エ・ヴィデオ・コレクティフ・イマージュ」（ローザンヌ）、長篇映画に特化した製作会社「フィルム・エ・ヴィデオ・プロデュクシオン」（ローザンヌ）設立に参加。
1981年、ヴォー州ロールに住むジャン＝リュック・ゴダール監督がローザンヌ市に依頼されて監督した短篇『フレディ・ビュアシュへの手紙』のなかで、ゴダールが「イヴ」と名を呼ぶ。それが、このローザンヌ生まれの地元の映画監督イヴ・イェルサンである。同作は、ゴダールと彼のパートナー、アンヌ＝マリー・ミエヴィルの「ソニマージュ」社と、イェルサンの「フィルム・エ・ヴィデオ・プロデュクシオン」社の共同製作だった。
1980年から1983年にかけて、アジア諸国、アメリカ、カナダ、中央アメリカを2年間旅する。1983年 - 1984年、カリフォルニア大学バークレー校で語学と映画を学び、ニューヨークに移り、ジャン・ルノワール監督の作品のリメイクとして長篇劇映画『Les Missionnaires』を撮る。
1985年、ローザンヌに戻り、映画製作会社「シネ＝マニュファクチュール」（ローザンヌ）設立に参加。さらに仲間の監督たちと「映画のためのヴォー州基金」を設立。ヴォー州立ローザンヌ美術学校に音響映像情報学科を設立、演出コースを担当。1986年、学科長に就任（1986年 - 1993年）
スイス映画監督協会の代表を歴任（1975年 - 1976年）。連邦映画委員会メンバーに就任（1995年 - ）。ミエヴィル監督の『そして愛に至る』（2000年）に共同出資している「フォンダシオン・ヴォードワーズ」が、彼の設立した「映画のためのヴォー州基金」である。
2018年11月15日にボルム（フランス語: Baulmes）の自宅にて死去。76歳没。

## フィルモグラフィー
- Le pannier à viande　ドキュメンタリー　1964年 - 1965年、共同監督ジャクリーヌ・ヴーヴ
- Les cloches des vaches　民族誌映画　1966年
- Le licou　民族誌映画　1967年
- Chaînes et clous　民族誌映画　1967年
- Le tannerie de la Sarraz　民族誌映画　1967年
- Valvieja　ドキュメンタリー　1967年
- Angèle　オムニバス劇映画『Quatre d'entre elles』の第4話　1967年
- Swiss Made　1967年　製作・脚本・監督　共同監督H・R・ギーガー、フレディ・ムーラー、フリッツ・E・メーダー
- 1981 - Der Neinsager (Celui qui dit non)　短篇　1968年 - 1969年
- L'Huilier　民族誌映画　1968年 - 1969年
- Les boîtes à vacherin　民族誌映画　1969年 - 1970年
- les sangles à vacherin　民族誌映画　1970年
- Une fromagerie du Jura　民族誌映画　1970年
- Le cordonnier ambulant du Lötschental　民族誌映画　1970年
- La chapelère du Lötschental　民族誌映画　1970年
- le four en pierre olaire　民族誌映画　1970年
- La passementière　民族誌映画　1972年
- Les derniers passementiers　ドキュメンタリー　1972年 - 1973年
- Die Letzten Heimposamenter　1974年
- Le reveil de l'ordre (Elections en Allemagne)　テレビ映画『Temps présent』　1976年
- Le prix du divorce　テレビ映画『A bon entendeur...』　1976年
- ささやかな遁走 Les Petites Fugues　長篇劇映画　1974年 - 1979年　脚本・監督・編集
- Suède (Situation économique en Suède)　テレビ映画『Temps présent』　1979年
- Inventair lausannois　ドキュメンタリー　1981年
- La passion selon St-Mathieu　ビデオ映画　1981年 - 1982年
- L'allegement　1982年　共同脚本　監督マルセル・シューバッハ
- Les Missionnaires　長篇劇映画　1984年
- L'heure des choix　ドキュメンタリー　1984年 - 1985年
- 弟が結婚! Mon frère se marie　2006年　編集監修　監督ジャン＝ステファーヌ・ブロン　仏スイス合作